# Agenzia esecutiva per la salute e i consumatori
L'Agenzia esecutiva per la sanità pubblica (PHEA) è stata istituita nel 2005 per migliorare l'attuazione del programma comunitario sulla sanità pubblica. È un'agenzia dell'Unione europea temporanea, avrebbe dovuto rimanere operativa fino alla fine del 2010 ma nel 2008, il mandato dell'Agenzia è stato prolungato fino al 31 dicembre 2015 ed esteso anche agli interventi nel settore della tutela dei consumatori e della formazione per una maggiore sicurezza degli alimenti. Riferisce alla Direzione generale della Salute e tutela dei consumatori. La sede si trova a Lussemburgo.
Dal 1º gennaio 2014 è stata sostituita dall'Agenzia esecutiva per i consumatori, la salute e la sicurezza alimentare (CHAFEA).